# Amalrik I van Thouars
Amalrik I van Thouars (overleden in 936) was van 929 tot aan zijn dood burggraaf van Thouars.

## Levensloop
Amalrik I was een zoon of neef van Godfried I, de eerste burggraaf van Thouars. 
Hij had heel wat bezittingen in het graafschap Poitiers en werd toegelaten tot de rijke abdij van Saint-Maxent. Na de dood van zijn oudere broer Savary I werd hij in 929 burggraaf van Thouars, wat hij bleef tot aan zijn dood in 936.
Amalrik was gehuwd met ene Aremburga, met wie hij twee zonen kreeg: Savary II (overleden in 943) en Amalrik II (overleden in 960). Beiden werden later burggraaf van Thouars.